# Chơi đa nền tảng

Một quảng cáo in tại Nhật Bản cho trò chơi điện tử năm 2001 Capcom vs. SNK 2 nhấn mạnh tính năng chơi đa nền tảng bằng cách mô tả một người dùng PlayStation 2 thi đấu với một người dùng Dreamcast. Dòng tiêu đề có nghĩa là "Chiến đấu qua mạng! Vượt qua giới hạn phần cứng!"

Trong các trò chơi điện tử có tính năng chơi trực tuyến, còn được gọi là chơi đa nền tảng tương thích, cross-platform play, crossplay, hoặc cross-play, thuật ngữ này mô tả khả năng của các game thủ sử dụng phần cứng trò chơi điện tử khác nhau có thể chơi cùng nhau đồng thời. Thuật ngữ này thường được áp dụng để chỉ khả năng người chơi trên một hệ máy console cụ thể có thể chơi cùng với người chơi trên một nền tảng phần cứng khác, chẳng hạn như một console khác hoặc máy tính cá nhân. Một khái niệm liên quan là cross-save (lưu trữ chéo), trong đó tiến trình của người chơi trong trò chơi được lưu trữ trên các máy chủ riêng biệt và có thể tiếp tục chơi trên một nền tảng phần cứng khác.
Chơi đa nền tảng liên quan nhưng khác biệt so với các khái niệm như phát triển đa nền tảng, phát hành đa nền tảng, mua chéo, và đồng bộ hóa dữ liệu lưu trò chơi qua đám mây giữa các nền tảng.
Việc chơi đa nền tảng, mặc dù về mặt kỹ thuật có thể thực hiện được với phần cứng máy tính ngày nay, thường bị cản trở bởi hai yếu tố chính. Yếu tố đầu tiên là sự khác biệt trong cách điều khiển giữa máy tính cá nhân và console, với việc sử dụng bàn phím và chuột thường mang lại lợi thế cho người chơi máy tính mà khó có thể khắc phục dễ dàng. Yếu tố thứ hai liên quan đến các dịch vụ trực tuyến khép kín được sử dụng trên console, vốn được thiết kế để cung cấp môi trường an toàn và nhất quán cho người chơi, đòi hỏi sự hợp tác giữa các doanh nghiệp để mở ra khả năng chơi đa nền tảng. Cho đến tháng 9 năm 2018, Sony Interactive Entertainment đã hạn chế khả năng chơi đa nền tảng giữa PlayStation 4 và các console khác, tạo ra sự chia rẽ giữa các người chơi của những tựa game phổ biến như Rocket League và Fortnite Battle Royale. Tuy nhiên, vào tháng 9 năm 2018, Sony đã thay đổi lập trường và bắt đầu thử nghiệm beta cho việc chơi đa nền tảng trong Fortnite. Vào tháng 10 năm 2019, Sony chính thức tuyên bố sẽ cho phép bất kỳ nhà phát triển nào hỗ trợ tính năng chơi đa nền tảng.

## Bối cảnh
Trước thế hệ thứ bảy của các hệ máy chơi game, các trò chơi điện tử thường được phát triển dành riêng cho một hệ máy duy nhất, với chỉ một vài trò chơi nhận được bản phát hành đa nền tảng trên nhiều hệ máy khác nhau. Điều này là do kiến trúc xử lý độc đáo của mỗi console, khiến việc phát triển cho từng hệ máy trở thành một hệ sinh thái khép kín và yêu cầu nỗ lực bổ sung để chuyển đổi sang các hệ thống khác. Với thế hệ thứ bảy của các console, vốn sử dụng phần cứng xử lý tương tự như máy tính cá nhân, việc phát triển đa nền tảng cho cả console và máy tính cá nhân trở nên dễ dàng hơn nhiều nhờ sử dụng các thư viện phần mềm tiêu chuẩn, game engine, và ngôn ngữ kịch bản giúp cô lập các chi tiết cụ thể của nền tảng khỏi các yếu tố cụ thể của trò chơi. Những công cụ này cho phép các trò chơi được phát hành đồng thời trên nhiều nền tảng.
Với sự xuất hiện của Internet, các trò chơi bắt đầu tích hợp các thành phần chơi mạng trực tuyến, cho phép hai hoặc nhiều người dùng chơi cùng lúc trên các hệ thống máy tính khác nhau. Các trò chơi phát hành cho một nền tảng có thể tận dụng các thư viện mạng cụ thể của nền tảng đó để thực hiện điều này, chẳng hạn như lớp Winsock dành cho hệ điều hành Microsoft Windows. Các trò chơi này sẽ không thể chơi đa nền tảng với các phiên bản khác được phát hành trên các hệ thống khác. Thay vào đó, hầu hết các trò chơi có thành phần trực tuyến và được phát triển cho nhiều nền tảng thường sử dụng các chức năng tiêu chuẩn trong bộ giao thức TCP/IP để giao tiếp giữa các máy khách của người chơi hoặc giữa máy khách và máy chủ trò chơi, loại bỏ những khác biệt nội tại giữa các nền tảng phần cứng.
Có một số giới hạn thực tế đối với việc chơi đa nền tảng. Trong các trò chơi mà máy tính hoặc console của người chơi đóng vai trò máy chủ, khả năng phần cứng có thể đặt ra giới hạn về số lượng người chơi mà máy chủ đó có thể hỗ trợ, từ đó ngăn cản việc chơi đa nền tảng. Phần cứng cũng là một vấn đề khi xem xét mức độ tùy chỉnh mà người chơi có thể áp dụng trên máy tính để trò chơi chạy ở tốc độ khung hình cao, trong khi các phiên bản trên console bị cố định để chạy tối ưu trên cấu hình phần cứng đã được thiết lập.
Hạn chế phổ biến nhất đối với việc hỗ trợ chơi đa nền tảng từ góc độ của nhà phát triển là sự khác biệt trong cách điều khiển giữa console và máy tính. Máy tính cá nhân sử dụng bàn phím và chuột thường được coi là có lợi thế đáng kể trong các trò chơi yêu cầu ngắm bắn như game bắn súng góc nhìn thứ nhất, so với các bộ điều khiển tương tự trên console. Các trò chơi trên console sau đó thường được phát triển kèm theo các tính năng như hỗ trợ ngắm bắn để bù đắp cho việc thiếu độ chính xác của điều khiển. Vào năm 2010 Rahul Sood, chủ tịch của Voodoo PC tuyên bố rằng Microsoft đã ngừng hỗ trợ chơi đa nền tảng giữa Xbox 360 và người chơi máy tính trong một trò chơi sắp ra mắt vì ngay cả những người chơi console giỏi cũng "bị đè bẹp hoàn toàn" trong các trận đấu với người chơi máy tính có kỹ năng trung bình do sự khác biệt giữa điều khiển bằng tay cầm và bàn phím-chuột. Điều này sẽ khiến Xbox 360 bị coi là kém cỏi. Giám đốc Cấp cao về Trò chơi Máy tính và Di động của Microsoft Kevin Unangst phản bác quan điểm này và cho rằng thử nghiệm nội bộ của Microsoft phát hiện rằng nhiều vấn đề liên quan đến sự khác biệt trong cách điều khiển có thể được giảm thiểu thông qua thiết kế và cân bằng trò chơi. Blizzard Entertainment đã triển khai chơi đa nền tảng trong trò chơi Overwatch trên tất cả các console được hỗ trợ và máy tính cá nhân nhưng do lợi thế của người chơi sử dụng bàn phím-chuột so với tay cầm điều khiển vốn ảnh hưởng lớn đến hiệu suất trong trò chơi nhịp độ nhanh họ đã tách chế độ chơi cạnh tranh thành hai nhóm người chơi console và máy tính riêng biệt. Cliff Bleszinski tin rằng chơi đa nền tảng cho trò chơi LawBreakers của ông là một "giấc mơ viển vông" vì ông dự đoán rằng nếu thêm các công cụ như hỗ trợ ngắm bắn để giúp người chơi console ngang tầm với người chơi máy tính thì người chơi máy tính sẽ không hài lòng với sự bất lợi mà điều này mang lại và cộng đồng người chơi sẽ phản ứng tiêu cực. Sau khi chơi đa nền tảng được áp dụng rộng rãi hơn trong nhiều tựa game chủ lực bắt đầu từ khoảng năm 2020 vấn đề cân bằng trò chơi với việc sử dụng hỗ trợ ngắm bắn trong các game bắn súng góc nhìn thứ nhất nơi trò chơi tự động khóa mục tiêu cho người dùng tay cầm điều khiển trở thành mối lo ngại vì một trò chơi có hỗ trợ ngắm bắn quá mạnh có thể dẫn đến mất cân bằng giữa người chơi đa nền tảng.
Việc cung cấp khả năng chơi đa nền tảng được coi là một cách để duy trì cơ sở người chơi của trò chơi ở mức lớn ngay cả sau vài tháng kể từ ngày phát hành.

## Lịch sử
Nói chung, việc chơi đa nền tảng giữa các máy tính cá nhân sử dụng các hệ điều hành khác nhau có thể dễ dàng được kích hoạt thông qua các giao thức truyền thông chuẩn và chỉ yêu cầu trò chơi được chuyển đổi phù hợp sang các hệ thống khác. Nền tảng máy tính được coi là rất mở nhờ đặc điểm này. Mặc dù các dịch vụ trực tuyến trên máy tính đã trở nên phổ biến từ khoảng năm 2010, những hệ thống này thường vẫn giữ tính mở, cung cấp cho nhà phát triển các công cụ để tận dụng khả năng chơi đa nền tảng. Ví dụ, dịch vụ trò chơi trực tuyến Steam của Valve ban đầu được xây dựng cho máy tính Windows nhưng đến năm 2010 đã mở rộng sang hệ điều hành OS X và đến năm 2013 là Linux (bao gồm cả hệ điều hành tùy chỉnh SteamOS của Valve). API Steamworks cung cấp cho các nhà phát triển thông qua dịch vụ này cho phép chơi đa nền tảng trên các hệ điều hành khác nhau trong khi tận dụng các tính năng bạn bè, giao tiếp và ghép cặp được cung cấp bởi Steam. Với sự ra đời của Epic Games Store, Epic Games đã phát hành bộ công cụ backend riêng để hỗ trợ mạng lưới cho các trò chơi được phát hành trên cửa hàng này. Ban đầu, các trò chơi trên cả Epic Games Store và Steam không tương thích với nhau, nhưng vào tháng 6 năm 2022, Epic đã phát triển và phát hành một API miễn phí để hỗ trợ chơi đa nền tảng cho các trò chơi được phát hành trên cả hai nền tảng, với kế hoạch mở rộng tính năng này cho các trò chơi di động và console.

### Liên quan đến console
Trước năm 2006, các console phần cứng thường thiếu kết nối Internet tích hợp, thường yêu cầu phần cứng đặc biệt để có thể kết nối với Internet. Điều này cho phép một số trò chơi được triển khai dưới dạng tựa game đa nền tảng. Những nỗ lực đầu tiên về chơi đa nền tảng bao gồm Sega Dreamcast ra mắt năm 1998, vốn có modem tích hợp; Microsoft đã hợp tác với Sega để cung cấp phiên bản Windows CE cho các nhà phát triển nhằm tạo ra các trò chơi đa nền tảng giữa Dreamcast và người dùng Windows trong các trò chơi như 4x4 Evo, Maximum Pool, Quake 3 Arena và Phantasy Star Online. Sony đã ra mắt PlayStation 2 vào năm 2000, hỗ trợ chơi trực tuyến thông qua modem bên ngoài. Vào ngày 13 tháng 9 năm 2001, Capcom vs. SNK 2 được phát hành cho Dreamcast và PlayStation 2 tại Nhật Bản. Phiên bản tại Nhật của trò chơi cho phép người chơi từ cả hai nền tảng cạnh tranh với nhau trực tuyến thông qua dịch vụ Multi-Matching của KDDI, biến nó thành tựa game đầu tiên cho phép chơi đa nền tảng giữa các console từ các nhà sản xuất đối thủ. Square Enix đã giới thiệu tính năng chơi trực tuyến giữa người dùng PlayStation 2 và Windows trong Final Fantasy XI vào năm 2002.
Việc giới thiệu các console chơi game sẵn sàng kết nối Internet, chẳng hạn như PlayStation 3 của Sony và Xbox của Microsoft, đã mang lại các dịch vụ trực tuyến hỗ trợ quản lý an toàn thông tin đăng nhập của người chơi, giao dịch mua trong cửa hàng kỹ thuật số, danh sách bạn bè, nhắn tin và các tính năng xã hội khác, cũng như hệ thống ghép cặp trực tuyến cho các trò chơi nhiều người chơi. Mặc dù mang lại lợi ích cho người chơi, các dịch vụ trực tuyến này cũng giúp công ty quản lý duy trì trải nghiệm nhất quán và hấp dẫn cho người dùng, đảm bảo rằng các trò chơi, bản cập nhật và nội dung khác đáp ứng cả tiêu chuẩn chất lượng và hạn chế nội dung mong muốn, nhằm thu hút thêm người chơi mới đến với các console này. Về mặt lịch sử, việc chơi đa nền tảng với các console rất hạn chế do các dịch vụ này, và khả năng có các trò chơi console hỗ trợ chơi đa nền tảng được coi là "chén thánh" trong ngành công nghiệp game.
Một thách thức kỹ thuật đối với việc chơi đa nền tảng trên console là giao tiếp mạng giữa các nền tảng, quản lý các giao thức khác nhau được sử dụng bởi từng dịch vụ. Tuy nhiên, những hạn chế kỹ thuật này có thể được vượt qua, với ít nhất ba nhà phát triển tuyên bố rằng họ có thể kích hoạt chơi đa nền tảng trong vòng một ngày ngay khi được phép làm vậy. Một "lỗi cấu hình" đã tạm thời cho phép người chơi trên máy tính, PlayStation 4 và Xbox One chơi cùng nhau trong trò chơi hợp tác trực tuyến Fortnite vào giữa tháng 9 năm 2017. Đây không phải là một tính năng dự kiến của trò chơi, như đã được nêu trong thông số kỹ thuật hiện tại của game. Mặc dù Epic Games đã sửa lỗi cấu hình và tuyên bố đây là một sai sót, tình huống ngắn ngủi này đã chứng minh rằng rào cản kỹ thuật đối với chơi đa nền tảng có thể được khắc phục. Sau đó, vào tháng 3 năm 2018, Epic công bố kế hoạch ra mắt phiên bản phụ của tựa game, Fortnite Battle Royale, trên Windows, PlayStation 4, Xbox One và thiết bị di động, với tính năng chơi đa nền tảng được kích hoạt giữa máy tính, PlayStation 4 và di động, cũng như giữa máy tính, Xbox One, Nintendo Switch và di động.
Khi những thách thức kỹ thuật này có thể được vượt qua, yếu tố hạn chế chính đối với việc chơi đa nền tảng lại nằm ở điều khoản dịch vụ và chính sách sử dụng chấp nhận được mà các nhà phát triển và người chơi phải tuân thủ khi sử dụng dịch vụ trực tuyến của console. Shuhei Yoshida của Sony, khi thảo luận về khả năng chơi đa nền tảng giữa các nền tảng PlayStation và Xbox, lưu ý rằng "khía cạnh kỹ thuật có thể là dễ dàng nhất" để vượt qua so với các vấn đề liên quan đến chính sách và kinh doanh. Một số dịch vụ trực tuyến có các hạn chế liên quan đến nội dung theo độ tuổi, ngăn cản một số trò chơi sử dụng tính năng chơi đa nền tảng hoặc vô hiệu hóa một số tính năng để cho phép điều đó; Dave Hagewood, trưởng nhóm phát triển của Rocket League, cho biết rằng họ phải ra mắt trò chơi hỗ trợ chơi đa nền tảng giữa Windows và phiên bản PlayStation 4 mà không có khả năng giao tiếp giữa các hệ thống do các quy định về nội dung mà Sony áp đặt; sau đó họ đã cập nhật bản vá để thêm bộ lọc cho phép giao tiếp này dưới dịch vụ của Sony. Valve đã phải loại bỏ khả năng chơi đa nền tảng giữa PlayStation 3 và máy tính khỏi trò chơi Counter-Strike: Global Offensive năm 2012 ngay trước khi phát hành vì họ muốn có khả năng cập nhật trò chơi thường xuyên, điều sẽ bị hạn chế bởi quy trình chứng nhận của Sony trên hệ thống PlayStation; họ cũng đã thử đưa Steamworks lên Xbox 360 cho trò chơi này, nhưng nhận thấy chính sách chứng nhận của Microsoft quá khắt khe đối với các bản cập nhật thường xuyên.
Trong nhiều thập kỷ, các nhà sản xuất console đã tích cực bảo vệ tính độc quyền của một trò chơi trên hệ thống của mình trước các đối thủ console khác, và việc chơi đa nền tảng có thể được coi là một mối đe dọa. Một số nhà báo đã đưa ra giả thuyết rằng việc chơi đa nền tảng bị hạn chế bởi các nhà sản xuất console nhằm đảm bảo người chơi tiếp tục gắn bó với nền tảng của họ cho các trò chơi trong tương lai. Kyle Orland từ Ars Technica cho rằng nếu một người chơi muốn tiếp tục chơi các trò chơi mới cùng bạn bè, thì việc thiếu khả năng chơi đa nền tảng sẽ buộc họ phải tiếp tục mua các trò chơi mới trên nền tảng console đó, tạo ra "hiệu ứng mạng lưới mạnh mẽ". Alex Perry từ Mic cũng lưu ý rằng việc thiếu khả năng chơi đa nền tảng có thể khiến một người chơi cố gắng thuyết phục bạn bè mua cùng một console để họ có thể chơi cùng nhau, từ đó thúc đẩy doanh số bán hàng cho nhà sản xuất console đó.

#### Microsoft
Microsoft đã khám phá khả năng chơi đa nền tảng giữa các console Xbox và người chơi trên máy tính Windows thông qua các dịch vụ thuộc phạm vi quản lý của mình. Microsoft phát triển giao diện Games for Windows – Live một phần để hoạt động cùng với dịch vụ Xbox Live, từ đó cho phép ra mắt các trò chơi hỗ trợ chơi đa nền tảng, với tựa game đầu tiên được phát hành là Shadowrun (2007). Microsoft đã nỗ lực hơn nữa trong việc tích hợp tính năng chơi đa nền tảng thông qua việc giới thiệu Xbox One và hệ điều hành Windows 10 dành cho máy tính cá nhân. Được công bố tại Hội nghị Các Nhà Phát triển Game vào tháng 3 năm 2015, Windows 10 tích hợp trực tiếp dịch vụ Xbox Live và bao gồm công nghệ hỗ trợ tính năng Cross-Play, cho phép người dùng trên Xbox One và Windows 10 chơi cùng nhau, bên cạnh các tính năng khác. Microsoft đã công bố các trò chơi sẽ hỗ trợ chơi đa nền tảng, bao gồm Gigantic và Fable Legends. Các vấn đề liên quan đến sự khác biệt trong cách điều khiển vẫn là yếu tố hạn chế; trưởng bộ phận xuất bản của Microsoft, Shannon Loftis, cho biết rằng một số trò chơi, như game đua xe, không dễ dàng chuyển đổi thành các tựa game đa nền tảng do sự khác biệt trong hệ thống điều khiển. Một ví dụ điển hình là Killer Instinct, ban đầu được phát hành cho Xbox One vào năm 2013, và phiên bản Windows 10 ra mắt năm 2016 hỗ trợ chơi đa nền tảng. Tại Triển lãm Giải trí Điện tử 2016, Microsoft công bố chương trình Xbox Play Anywhere dành cho các trò chơi sắp ra mắt, cho phép người dùng mua tựa game trên Xbox One hoặc Windows 10 và có thể chơi trên nền tảng còn lại mà không cần mua lại. Điều này cũng tăng cường tích hợp dịch vụ Xbox Live trên Windows 10, cho phép nhiều tựa game hỗ trợ chơi đa nền tảng hơn. Các tựa game đầu tiên được phát hành trong chương trình này bao gồm Gears of War 4 và Forza Horizon 3.
Vào tháng 3 năm 2016, Microsoft công bố một sáng kiến mới nhằm mở rộng khả năng chơi đa nền tảng cho Xbox One với người dùng Windows mà không cần sử dụng dịch vụ Xbox Live. Tựa game đầu tiên trong sáng kiến này là Rocket League, cho phép người dùng phiên bản hỗ trợ Steam chơi cùng với những người dùng trên Xbox Live, bắt đầu từ tháng 5 năm 2016. Microsoft đã mở rộng lời mời này tới bất kỳ dịch vụ trực tuyến nào khác, bao gồm Steam và Nintendo Switch, với phó chủ tịch bộ phận Xbox của Microsoft, Mike Ybarra, phát biểu: "Điều này liên quan nhiều hơn đến sự lựa chọn của người chơi và giúp một thương hiệu trò chơi trên nền tảng của chúng tôi tồn tại lâu hơn. Tôi không quan tâm họ chơi ở đâu, tôi chỉ muốn mọi người vui vẻ khi chơi game vì điều đó tốt hơn cho ngành công nghiệp."
Ngoài ra, Microsoft cũng cho phép chơi đa nền tảng giữa Xbox 360 và Xbox One đối với các trò chơi Xbox 360 hỗ trợ chơi trực tuyến và được thiết kế để tương thích ngược trên Xbox One.

#### Nintendo
Các console của Nintendo thường không hỗ trợ chơi đa nền tảng vì chúng được coi là một nền tảng "đóng", mặc dù một số trò chơi của Nintendo có tính năng chơi chéo giữa các console của chính họ. Ví dụ, Final Fantasy Crystal Chronicles: Echoes of Time trên Wii và DS, Dragon Quest X cho Wii, Wii U, Windows, Android, iOS và 3DS, Pure Chess trên Wii U và 3DS, và Monster Hunter 3 Ultimate cũng như Monster Hunter Generations Ultimate, với tính năng chơi đa nền tảng giữa 3DS/Wii U và 3DS/Switch, tương ứng. Super Smash Bros. for Nintendo 3DS and Wii U là một ví dụ nổi bật về chức năng tương tự chơi đa nền tảng giữa các phiên bản 3DS và Wii U. Mặc dù cùng một phiên bản trò chơi đầy đủ không chạy đồng thời trên cả hai hệ thống do danh sách sân khấu khác nhau giữa hai phiên bản, người sở hữu phiên bản 3DS có thể sử dụng hệ thống Nintendo 3DS của mình như một bộ điều khiển và màn hình phụ hiển thị điểm số cho các trận đấu trên phiên bản Wii U, và người chơi có thể sử dụng thiết bị hoặc cài đặt đã lưu từ phiên bản này sang phiên bản kia.
Gần đây, Nintendo đã cố gắng thu hút sự ủng hộ từ các nhà phát triển độc lập và như một phần của nỗ lực này, họ đã cho phép một số tựa game hỗ trợ chơi đa nền tảng, với các tựa game đầu tiên là Pure Chess và Knytt Underground vào năm 2013, hỗ trợ chơi đa nền tảng giữa Wii U, Nintendo 3DS và các hệ thống di động.
Với việc phát hành console Nintendo Switch vào tháng 3 năm 2017, Nintendo đã áp dụng cách tiếp cận cởi mở hơn đối với các nhà phát triển bằng cách sử dụng các công cụ và engine trò chơi hiện có, giúp họ dễ dàng hỗ trợ chơi đa nền tảng. Trong khuôn khổ Triển lãm Giải trí Điện tử 2017 vào tháng 6 năm đó, Nintendo thông báo rằng họ sẽ hỗ trợ chơi đa nền tảng giữa các phiên bản PC và Xbox One của cả Rocket League và Minecraft trên Switch. Theo giám đốc truyền thông doanh nghiệp của Nintendo of America, Charlie Scibetta, công ty đang "cố gắng linh hoạt hơn và thu hút thêm nhiều người chơi" bằng cách cho phép chơi đa nền tảng, đặc biệt trong các trường hợp mà nhà phát triển muốn theo đuổi điều này.

#### Sony
Vào tháng 4 năm 2011, Valve đã hợp tác với Sony để tạo ra một phiên bản Steam hoạt động trên PlayStation 3, cho phép chơi đa nền tảng trong các trò chơi của họ, bao gồm Portal 2, với người dùng máy tính. Với sự ra mắt của PlayStation 4, Sony đã cung cấp các tính năng cho phép chơi đa nền tảng giữa PlayStation 4, PlayStation 3 và PlayStation Vita, với tựa game đầu tiên hỗ trợ điều này là Helldivers. Vào năm 2013, MMORPG dựa trên đăng ký trả phí Final Fantasy XIV: A Realm Reborn được phát hành trên PlayStation 3, PC, MAC và Steam. Tất cả người chơi có thể cùng chơi trên bất kỳ máy chủ nào từ nền tảng mà họ chọn. Sau đó, PlayStation 4 cũng áp dụng định dạng này cho FFXIV: ARR, dẫn đến hơn 16 triệu lượt tải, 3 bản mở rộng và một cộng đồng người chơi tích cực. Số lượng người chơi đăng ký của trò chơi đã vượt qua MMORPG chỉ dành cho PC World of Warcraft khi phiên bản mở rộng thứ ba của FFXIV: ARR cho PC và PS4, "Shadowbringers", ra mắt vào ngày 2 tháng 7 năm 2019. Thành công lâu dài này đã chứng minh sức mạnh thực sự của chơi đa nền tảng đối với Sony.
Mặc dù Sony tiếp tục cung cấp khả năng chơi đa nền tảng giữa PlayStation 4 và hệ thống máy tính, công ty ban đầu tỏ ra do dự trong việc cho phép chơi chéo với các console khác trong suốt năm năm đầu tiên PS4 có mặt trên thị trường. Sau kế hoạch của Microsoft dành cho Rocket League, công ty đã mời các mạng trực tuyến khác tham gia cùng. Sony phản hồi bằng cách cho biết họ sẵn sàng thảo luận về việc chơi đa nền tảng trước lời mời này. Yoshida lưu ý rằng việc kết nối mạng PlayStation với máy tính khá đơn giản nhờ vào tính mở của nền tảng máy tính, nhưng việc kết nối với nền tảng Xbox yêu cầu họ phải cân nhắc bản chất của việc kết nối hai hệ thống đóng. Yoshida cho rằng thách thức chính sẽ liên quan đến chính sách và kinh doanh hơn là bất kỳ trở ngại kỹ thuật nào, nhưng họ sẵn sàng giải quyết vấn đề chơi đa nền tảng trên cơ sở từng trò chơi một. Ít nhất ba nhà phát triển, Psyonix (Rocket League), CD Projekt (Gwent: The Witcher Card Game) và Studio Wildcard (Ark: Survival Evolved) tuyên bố rằng họ đã hoàn thành tất cả các yêu cầu kỹ thuật để kích hoạt chơi đa nền tảng giữa Xbox One và PlayStation 4, và có thể kích hoạt tính năng này chỉ trong vài giờ sau khi nhận được sự chấp thuận chính thức từ Sony. Todd Howard từ Bethesda Game Studios cho biết rằng mặc dù họ muốn có tính năng chơi đa nền tảng cho tựa game trực tuyến sắp ra mắt của mình, Fallout 76, nhưng họ không thể cung cấp điều đó vì "Sony không hỗ trợ như mọi người mong muốn". Hơn nữa, Bethesda tuyên bố rằng họ chỉ có kế hoạch phát hành trò chơi thẻ bài The Elder Scrolls: Legends trên các nền tảng console hỗ trợ đầy đủ tính năng chơi đa nền tảng với máy tính và thiết bị di động.
Những lo ngại thêm về việc Sony miễn cưỡng hợp tác với các console khác xuất hiện sau các thông báo tại E3 2017 liên quan đến tính năng chơi đa nền tảng trong Rocket League và Minecraft. Trưởng bộ phận marketing toàn cầu của PlayStation, Jim Ryan, cho biết rằng mặc dù họ "luôn sẵn sàng thảo luận với bất kỳ nhà phát triển hoặc nhà phát hành nào muốn nói về vấn đề này", quyết định không tham gia vào các trò chơi này là kết quả của "một cuộc thảo luận thương mại giữa chúng tôi và các bên liên quan khác". Ryan nêu ra lý do rằng Sony cần phải "cẩn trọng với trách nhiệm đối với cơ sở người dùng đã cài đặt hệ máy của mình", cân nhắc số lượng người chơi trẻ tuổi sử dụng dịch vụ của họ, và khả năng không thể kiểm soát nội dung có thể đến từ các nền tảng khác vốn không có các hạn chế về nội dung. Microsoft cho biết họ đã thảo luận với Sony để giúp họ tham gia vào tính năng tương thích chơi đa nền tảng, nhưng không đồng tình với những lo ngại về an toàn của Sony, vì Microsoft khẳng định rằng họ đã thực hiện các biện pháp tương tự như Sony để đảm bảo các tính năng như kiểm soát cha mẹ mạnh mẽ có mặt trên dịch vụ Xbox Live của mình. Phil Spencer của Microsoft nói trong một cuộc phỏng vấn vào tháng 10 năm 2017 rằng Microsoft và Sony đã thường xuyên trao đổi về việc cho phép chơi đa nền tảng, nhưng Sony vẫn rất thận trọng; ông không coi đây là một "việc thất bại hoàn toàn" nhưng cũng thừa nhận về Sony: "Tôi nghĩ một số lý do cơ bản và một số tình huống nhất định, chúng sẽ không thực sự biến mất".
Các tài liệu được công bố trong vụ Epic Games kiện Apple năm 2021 tiết lộ rằng Epic Games đã tiếp cận Sony vào những tháng trước E3 2018 vào tháng 6 để khuyến khích họ hỗ trợ tính năng chơi đa nền tảng cho Fortnite Battle Royale. Epic đã đề xuất một giải pháp mà theo họ sẽ tạo ra giải pháp đôi bên có lợi cho cả hai công ty khi thông báo tại E3: Epic có được cơ sở người chơi trên PlayStation, và Sony có thể sở hữu một trong những tựa game đình đám nhất trên nền tảng của mình. Sony đã từ chối đề xuất này, với lý do họ trả lời Epic rằng "nhiều công ty đang khám phá ý tưởng này và không một ai có thể giải thích làm thế nào việc chơi đa nền tảng giữa các console cải thiện được hoạt động kinh doanh của PlayStation".
Với việc phát hành Fortnite Battle Royale trên Nintendo Switch trong khuôn khổ E3 2018, cách tiếp cận của Sony đối với tính năng chơi đa nền tảng đã vấp phải nhiều chỉ trích hơn. Trò chơi hỗ trợ chơi đa nền tảng giữa máy tính cá nhân, Xbox One và thiết bị di động, với người chơi thường có thể sử dụng một tài khoản Epic Games duy nhất, có thể liên kết với tài khoản cụ thể của từng nền tảng, để chuyển tiếp tiến trình và các giao dịch mua giữa các nền tảng này; phiên bản Nintendo Switch cũng hoạt động theo cách tương tự. Tuy nhiên, người chơi nhận thấy rằng nếu tài khoản Epic Games của họ được liên kết với tài khoản PlayStation Network, họ sẽ không thể sử dụng hồ sơ đó trên Switch hoặc các phiên bản khác của trò chơi. Điều này buộc họ phải tạo một tài khoản Epic mới hoặc hủy liên kết tài khoản PlayStation Network khỏi tài khoản Epic, điều này sẽ hoàn toàn đặt lại toàn bộ tiến trình của người chơi. Phiên bản trên PlayStation 4 cũng vẫn bị giới hạn khi chỉ cho phép người chơi của nó chơi đa nền tảng với máy tính cá nhân và thiết bị di động, nhưng không thể chơi với các phiên bản trên Switch hoặc Xbox One. Nintendo khẳng định rằng đây là quyết định của Sony, vì nếu không họ sẽ muốn mở cửa cho mọi hình thức chơi đa nền tảng. Nhiều game thủ và thậm chí cả các nhà báo game cáo buộc Sony áp đặt các hạn chế này để ngăn người chơi PlayStation 4 chơi trên các nền tảng khác. Sony phản hồi rằng họ vẫn cởi mở với mong muốn của người chơi và tuyên bố "Với... hơn 80 triệu người dùng hoạt động hàng tháng trên PlayStation Network, chúng tôi đã xây dựng một cộng đồng game thủ khổng lồ có thể cùng nhau chơi trên Fortnite và tất cả các tựa game trực tuyến". Các nhà báo coi phản ứng của Sony như một thông điệp ngầm rằng việc cung cấp tính năng chơi đa nền tảng trên các console khác sẽ là mối đe dọa đối với sự thống trị thị trường của PlayStation 4, vốn vào thời điểm đó có số lượng người dùng lớn nhất so với Xbox One hoặc Nintendo Switch. John Smedley, cựu chủ tịch của Sony Online Entertainment (nay là Daybreak Game Company), cho biết rằng trong thời gian ông làm việc tại Sony, lý do mà ban lãnh đạo đưa ra khi từ chối hỗ trợ chơi đa nền tảng đơn giản chỉ là động cơ tài chính, ông tuyên bố: "họ không thích việc ai đó mua thứ gì đó trên Xbox rồi sử dụng nó trên PlayStation". Cổ phiếu của Sony đã giảm khoảng 2% trong những ngày sau sự kiện này, chủ yếu do sự phẫn nộ từ cộng đồng người chơi Fortnite đông đảo.
Vào cuối tháng 6 năm 2018, Shawn Layden của Sony nói với Eurogamer rằng công ty đang đánh giá lại quan điểm của mình về tính năng chơi đa nền tảng sau các vấn đề liên quan đến Fortnite. Layden cho biết: "Chúng tôi đang lắng nghe. Chúng tôi đang xem xét rất nhiều khả năng. Bạn có thể tưởng tượng rằng hoàn cảnh xung quanh vấn đề này ảnh hưởng đến nhiều thứ hơn là chỉ một trò chơi. Tôi tin rằng chúng tôi sẽ tìm ra giải pháp mà cộng đồng game thủ của chúng tôi sẽ hiểu và chấp nhận, đồng thời vẫn hỗ trợ cho hoạt động kinh doanh của chúng tôi." Yoshida tái khẳng định rằng quyết định không cho phép chơi đa nền tảng là để duy trì chất lượng trải nghiệm người dùng trên PlayStation, ông nói: "Về vấn đề đa nền tảng, cách nghĩ của chúng tôi luôn là PlayStation là nơi tốt nhất để chơi game. Tôi tin rằng Fortnite, khi kết hợp với PlayStation 4, mang lại trải nghiệm tốt nhất cho người dùng, đó là niềm tin của chúng tôi."
Vài tháng sau, vào ngày 26 tháng 9 năm 2018, Sony thông báo rằng họ sẽ cho phép chơi đa nền tảng trên PlayStation 4 "đối với một số nội dung bên thứ ba được chọn", bắt đầu với Fortnite ngay trong ngày hôm đó. Sony tuyên bố rằng quyết định cho phép chơi đa nền tảng là "một thay đổi chính sách lớn" và mục tiêu của họ "vẫn là áp dụng một lập trường cởi mở hơn đối với việc hỗ trợ đa nền tảng, phù hợp với sứ mệnh mang lại trải nghiệm người tiêu dùng tốt nhất". Layden, trong một buổi podcast sau khi thay đổi này được công bố, thừa nhận rằng chơi đa nền tảng là yêu cầu cao từ phía người chơi PlayStation 4, nhưng ông mô tả tính năng này là "một thuộc tính hoặc chức năng có nhiều chiều" đòi hỏi Sony phải xem xét cách triển khai từ góc độ kỹ thuật, kinh doanh và dịch vụ khách hàng. Layden cũng cho biết rằng việc đạt được điều này mất nhiều thời gian hơn mức ông mong muốn để đáp ứng các yêu cầu trên. Tuy nhiên, như đã được tiết lộ trong phiên tòa giữa Epic và Apple, Sony vẫn yêu cầu Epic trả thêm phí bản quyền cho tính năng này trong Fortnite nhằm "bù đắp sự sụt giảm doanh thu" mà Sony tin rằng sẽ xảy ra khi áp dụng chơi đa nền tảng.
Vài tháng sau, vào ngày 26 tháng 9 năm 2018, Sony thông báo rằng họ sẽ cho phép chơi đa nền tảng trên PlayStation 4 "đối với một số nội dung bên thứ ba được chọn", bắt đầu với Fortnite ngay trong ngày hôm đó. Sony tuyên bố rằng quyết định cho phép chơi đa nền tảng là "một thay đổi chính sách lớn" và mục tiêu của họ "vẫn là áp dụng một lập trường cởi mở hơn đối với việc hỗ trợ đa nền tảng, phù hợp với sứ mệnh mang lại trải nghiệm người tiêu dùng tốt nhất". Layden, trong một buổi podcast sau khi thay đổi này được công bố, thừa nhận rằng chơi đa nền tảng là yêu cầu cao từ phía người chơi PlayStation 4, nhưng ông mô tả tính năng này là "một thuộc tính hoặc chức năng có nhiều chiều" đòi hỏi Sony phải xem xét cách triển khai từ góc độ kỹ thuật, kinh doanh và dịch vụ khách hàng. Layden cũng cho biết rằng việc đạt được điều này mất nhiều thời gian hơn mức ông mong muốn để đáp ứng các yêu cầu trên. Tuy nhiên, như đã được tiết lộ trong phiên tòa giữa Epic và Apple, Sony vẫn yêu cầu Epic trả thêm phí bản quyền cho tính năng này trong Fortnite nhằm "bù đắp sự sụt giảm doanh thu" mà Sony tin rằng sẽ xảy ra khi áp dụng chơi đa nền tảng.
Với thành công trong việc đạt được hỗ trợ chơi đa nền tảng trên tất cả bảy nền tảng chính (Windows, macOS, iOS, Android, PlayStation, Xbox và Nintendo Switch), Epic đã cung cấp miễn phí các công cụ hỗ trợ phát triển đa nền tảng của mình. Rocket League nhanh chóng theo sau, với tùy chọn chơi đa nền tảng ở chế độ beta được thêm vào tất cả các phiên bản vào tháng 1 năm 2019. Dauntless được phát hành dưới dạng truy cập sớm vào tháng 5 năm 2019 cho PlayStation 4 và Xbox One, gia nhập phiên bản Windows đã có sẵn trước đó, và đây là trò chơi đầu tiên ra mắt với hỗ trợ chơi đa nền tảng trên Windows, Xbox One và PlayStation 4.
Theo Giám đốc điều hành Sony Interactive Entertainment Jim Ryan trong một cuộc phỏng vấn với Wired, Sony đã kết thúc giai đoạn thử nghiệm beta cho tính năng chơi đa nền tảng và bắt đầu mở rộng nó cho bất kỳ nhà phát triển nào có thể hỗ trợ tính năng này kể từ tháng 10 năm 2019. Trong một cuộc phỏng vấn năm 2021 với Axios, Ryan tuyên bố rằng đối với Sony, "Chúng tôi ủng hộ và khuyến khích chơi đa nền tảng".

#### Từ năm 2020 trở đi
Vào tháng 5 năm 2020, Epic Games đã phát hành một SDK miễn phí, gọi là Epic Online Services, cho phép các nhà phát triển tận dụng công việc trước đây của họ trong việc hỗ trợ chơi đa nền tảng để tích hợp các tính năng như ghép cặp, danh sách bạn bè, thành tựu và các tính năng khác vào trò chơi của mình. Dịch vụ này hỗ trợ máy tính cá nhân, PlayStation 4, Xbox One, Nintendo Switch, iOS và hệ điều hành Android.

### Liên quan đến thiết bị di động
Nói chung, các trò chơi trên thiết bị di động dù sử dụng hệ điều hành iOS, Android hoặc Windows Mobile, thường không có hỗ trợ chơi đa nền tảng. Các trò chơi di động được phát triển với sự nhận thức về giới hạn tốc độ kết nối của mạng di động, vì vậy hầu hết các trò chơi nhiều người chơi thường là game chiến lược theo lượt thay vì game hành động thời gian thực. Nhiều trò chơi nhiều người chơi trên thiết bị di động hoạt động không đồng bộ, nơi người chơi lần lượt hoàn thành các nước đi hoặc hành động, những hành động này được gửi đến dịch vụ trung tâm và sau đó chuyển tiếp đến những người chơi khác có thể bị ảnh hưởng bởi các hành động đó.
Cũng có những trò chơi di động hỗ trợ chơi đồng bộ đa nền tảng, thường sử dụng các dịch vụ tập trung để chuẩn hóa các lựa chọn nền tảng. Một ví dụ phổ biến là Hearthstone, cho phép người chơi di động thách đấu người chơi trên bất kỳ nền tảng nào mà trò chơi đã được phát hành, bao gồm cả máy tính. Vào tháng 6 năm 2016, Microsoft đã giới thiệu tính năng Realms phía máy chủ để cho phép người chơi Minecraft trên Windows, iOS và thiết bị Android chơi cùng nhau, với Xbox One dự kiến sẽ được thêm vào năm 2017 và cuối cùng là hỗ trợ cho phần cứng thực tế ảo. Phiên bản "Bedrock" của Minecraft thống nhất trải nghiệm chơi trên Windows 10, thiết bị di động, Xbox One và Nintendo Switch, với tính năng chơi đa nền tảng trên PlayStation 4 được thêm vào vào tháng 12 năm 2019, trong khi phiên bản di động của Fortnite Battle Royale được xây dựng với khả năng chơi đa nền tảng với máy tính và console.
SDK Epic Online Services được đề cập ở trên cho phép các nhà phát triển dễ dàng tích hợp tính năng chơi đa nền tảng vào các ứng dụng di động bằng cách sử dụng công nghệ backend đã được Epic thiết lập.